# Khagaria

Stadens och distriktets läge i Bihar.

Khagaria (hindi: खगड़िया) är en stad i den indiska delstaten Bihar. och är huvudort för ett distrikt med samma namn. Folkmängden uppgick till 49 406 invånare vid folkräkningen 2011.